# Ecuador Open 2018 - Doppio
James Cerretani e Philipp Oswald erano i detentori del titolo, ma Cerretani ha deciso di competere al concomitante torneo di Sofia. Oswald ha fatto coppia con Treat Conrad Huey, perdendo al primo turno contro Alessandro Motti e Stefano Travaglia.
In finale Nicolás Jarry e Hans Podlipnik-Castillo hanno battuto Austin Krajicek e Jackson Withrow con il punteggio di 7–6(6), 6–3.

## Teste di serie
1. Marcelo Demoliner /  Purav Raja (primo turno)
2. Treat Conrad Huey /  Ohilipp Oswald (primo turno)

1. Santiago González /  Miguel Ángel Reyes Varela (quarti di finale)
2. Pablo Carreño Busta /  Guillermo Durán (primo turno)

## Wildcard
1. Dorian Descloix /  Gaël Monfils (semifinale)

1. Gonzalo Escobar /  Roberto Quiroz (quarti di finale)

## Tabellone

### Legenda
| - Q = Qualificato - WC = Wild card - LL = Lucky loser | - ALT = Alternate - SE = Special Exempt - PR = Protected Ranking | - w/o = Walkover - r = Ritirato - d = Squalificato |

|  | Primo turno                    | Primo turno                    | Primo turno                    | Primo turno | Primo turno |  |  | Quarti di finale | Quarti di finale             | Quarti di finale         | Quarti di finale             | Quarti di finale             |   |    | Semifinali                   | Semifinali                   | Semifinali                   | Semifinali           | Semifinali           |   |   | Finale | Finale | Finale | Finale | Finale |  |
|  |                                |                                |                                |             |             |  |  |                  |                              |                          |                              |                              |   |    |                              |                              |                              |                      |                      |   |   |        |        |        |        |        |  |
|  | 1                              | M Demoliner P Raja             | 7                              | 4           | [12]        |  |  |                  |                              |                          |                              |                              |   |    |                              |                              |                              |                      |                      |   |   |        |        |        |        |        |  |
|  | WC                             | D Descloix G Monfils           | 62                             | 6           | [14]        |  |  | WC               | D Descloix G Monfils         | D Descloix G Monfils     | 6                            | 7                            |   |    |                              |                              |                              |                      |                      |   |   |        |        |        |        |        |  |
|  | Alt                            | F Gaio A Martin                | F Gaio A Martin                | 1           | 5           |  |  |                  | V Estrella Burgos C Ruud     | V Estrella Burgos C Ruud | 2                            | 5                            |   |    |                              |                              |                              |                      |                      |   |   |        |        |        |        |        |  |
|  |                                | V Estrella Burgos C Ruud       | V Estrella Burgos C Ruud       | 6           | 7           |  |  |                  |                              |                          |                              |                              |   |    | WC                           | D Descloix G Monfils         | D Descloix G Monfils         | 3                    | 3                    |   |   |        |        |        |        |        |  |
|  | 3                              | S González MÁ Reyes Varela     | S González MÁ Reyes Varela     | 6           | 6           |  |  |                  |                              |                          | N Jarry H Podlipnik-Castillo | N Jarry H Podlipnik-Castillo | 6 | 6  |                              |                              |                              |                      |                      |   |   |        |        |        |        |        |  |
|  |                                | A Giannessi P Lorenzi          | A Giannessi P Lorenzi          | 3           | 3           |  |  | 3                | S González MÁ Reyes Varela   | 7                        | 4                            | [6]                          |   |    |                              |                              |                              |                      |                      |   |   |        |        |        |        |        |  |
|  | Alt                            | F Bagnis J Souza               | F Bagnis J Souza               | 0           | 62          |  |  |                  | N Jarry H Podlipnik-Castillo | 62                       | 6                            | [10]                         |   |    |                              |                              |                              |                      |                      |   |   |        |        |        |        |        |  |
|  |                                | N Jarry H Podlipnik-Castillo   | N Jarry H Podlipnik-Castillo   | 6           | 7           |  |  |                  |                              |                          |                              |                              |   |    | N Jarry H Podlipnik-Castillo | N Jarry H Podlipnik-Castillo | N Jarry H Podlipnik-Castillo | 7                    | 6                    |   |   |        |        |        |        |        |  |
|  | A Krajicek J Withrow           | A Krajicek J Withrow           | A Krajicek J Withrow           | 6           | 6           |  |  |                  |                              |                          |                              |                              |   |    |                              |                              | A Krajicek J Withrow         | A Krajicek J Withrow | A Krajicek J Withrow | 6 | 3 |        |        |        |        |        |  |
|  | R Carballés Baena M Cecchinato | R Carballés Baena M Cecchinato | R Carballés Baena M Cecchinato | 3           | 4           |  |  |                  | A Krajicek J Withrow         | A Krajicek J Withrow     | 6                            | 7                            |   |    |                              |                              |                              |                      |                      |   |   |        |        |        |        |        |  |
|  | Alt                            | S Galdós G Melzer              | S Galdós G Melzer              | 7           | 6           |  |  | Alt              | S Galdós G Melzer            | S Galdós G Melzer        | 4                            | 63                           |   |    |                              |                              |                              |                      |                      |   |   |        |        |        |        |        |  |
|  | 4                              | P Carreño Busta G Durán        | P Carreño Busta G Durán        | 5           | 4           |  |  |                  |                              |                          |                              |                              |   |    | A Krajicek J Withrow         | A Krajicek J Withrow         | A Krajicek J Withrow         | 6                    | 7                    |   |   |        |        |        |        |        |  |
|  |                                | A Bury H-y Peng                | A Bury H-y Peng                | 3           | 5           |  |  |                  |                              | A Motti S Travaglia      | A Motti S Travaglia          | A Motti S Travaglia          | 4 | 65 |                              |                              |                              |                      |                      |   |   |        |        |        |        |        |  |
|  | WC                             | G Escobar R Quiroz             | G Escobar R Quiroz             | 6           | 7           |  |  | WC               | G Escobar R Quiroz           | 6                        | 7                            | [7]                          |   |    |                              |                              |                              |                      |                      |   |   |        |        |        |        |        |  |
|  |                                | A Motti S Travaglia            | A Motti S Travaglia            | 6           | 6           |  |  |                  | A Motti S Travaglia          | 7                        | 65                           | [10]                         |   |    |                              |                              |                              |                      |                      |   |   |        |        |        |        |        |  |
|  | 2                              | T Huey P Oswald                | T Huey P Oswald                | 4           | 4           |  |  |                  |                              |                          |                              |                              |   |    |                              |                              |                              |                      |                      |   |   |        |        |        |        |        |  |